# Station Elbląg Miasto
Station Elbląg Miasto was een spoorwegstation in de Poolse plaats Elbląg.